# Авсюк, Юрий Николаевич
Юрий Николаевич Авсю́к (29 июля 1934, Москва, СССР — 25 июня 2017, Москва, Россия) — российский и советский ученый, доктор физико-математических наук, геофизик, геодезист, гравиметрист, член-корреспондент Российской академии наук, главный научный сотрудник Института физики Земли им. О. Ю. Шмидта РАН, автор ряда карт для Атласа Антарктики.

## Биография
В 1957 году окончил Московский институт инженеров геодезии по специальности «астроном-геодезист» геодезического факультета. С 1957 года работал в ИФЗ РАН им. О.Ю. Шмидта. Принимал участие в экспедиции “Север-8”. Зимовал в Антарктиде (1957-1959 гг.), в 1958 г. штурман похода и открытия станции “Полюс недоступности”. Участвовал в экспедиционных работах на подводных лодках (1962, 1963, 1964) и на судах Института океанологии АН РАН “Академик Курчатов”, “Дмитрий Менделеев” (1965, 1967, 1970, 1973). С 1972 года работал в лаборатории теоретической геофизики, руководимой академиком В.А. Магницким, с 1993 г. - заведующий лабораторией гравиметрии. Опубликовал более 150 научных статей, монографию “Приливные силы и природные процессы”.
4 февраля 1983 года был открыт астероид 1983 CW1, которому было присвоено имя (3324) Авсюк (Avsyuk).
30 мая 1997 года Ю. Н. Авсюка избрали членом-корреспондентом РАН по Отделению геологии, геофизики, геохимии и горных наук по специальности «Геофизика, геоинформатика».
Похоронен на Хованском кладбище.

## Научная деятельность
Занимался вопросами комплексных измерений абсолютным гравиметром, изучением гравитационного поля Мирового океана, разработкой морской гравиметрической аппаратуры и метрологического обеспечения измерений. Интерпретировал данные сейсмичности Луны, полученные в экспедиции «Аполлон», дал модель процесса изменяемости широт, реконструировал геодинамические процессы, обусловленные приливной эволюцией системы Земля — Луна. Под его руководством были проведены наблюдения вариаций силы тяжести, связанные с перемещениями внутреннего ядра Земли. В 1973 обосновал механизм этих перемещений и выполнил оценочные расчеты. Благодаря осуществленным им наблюдениям получены ценные сведения о строении Антарктиды.

## Награды и звания
- Орден Дружбы
- Орден «Знак Почёта»
- Юбилейная медаль «300 лет Российскому флоту»
- Медаль «Ветеран труда»
- Медаль «Китайско-советская дружба»
- Нагрудный знак «Почётный полярник»[3]